# Fall in Love (Estelle)
Fall in Love è un singolo della cantante britannica Estelle, pubblicato nel 2010 ed estratto dal suo terzo album in studio All of Me.
La canzone è stata prodotta in due versioni; una con la collaborazione di John Legend e l'altra con la collaborazione del rapper Nas. Anche per quanto riguarda il videoclip ne sono state realizzate due versioni.

## Tracce
- Download digitale

1. Fall in Love - 3:29
2. Fall in Love (featuring John Legend) - 3:30
3. Fall in Love (featuring Nas) - 3:48

- Download digitale - Remix

1. Fall in Love (Seamus Haji Remix) - 7:07
2. Fall in Love (Axel Bauer & Lanford Club Mix) - 6:50
3. Fall in Love (Scott Wozniak & Kenny Summit Remix) - 6:43
4. Fall in Love (Carl Louis & Martin Danielle Remix) - 6:03
5. Fall in Love (Cutmore Club Mix) - 5:58
6. Fall in Love (DJ White Shadow Remix) - 5:02
7. Fall in Love (Avenue Remix) - 3:51